# Condado de Flagler
El condado de Flagler es un condado ubicado en el estado de Florida. En 2000, su población era de 49 832 habitantes. Su sede está en Bunnell.

## Historia
El Condado de Flagler fue creado en 1917. Su nombre es el de Henry Morrison Flagler, famoso constructor de ferrocarriles, quien construyó el Ferrocarril de la costa este de Florida.

## Demografía
Según el censo de 2000, el condado cuenta con 49. 832 habitantes, 21 294 hogares y 15 672 familias residentes. La densidad de población es de 40 hab/km² (103 hab/mi²). Hay 24 452 unidades habitacionales con una densidad promedio de 19 u.a./km² (50 u.a./mi²). La composición racial de la población del condado es 87,27% Blanca, 8,83% Afroamericana o Negra, 0,27% Nativa americana, 1,17% Asiática, 0,02% De las islas del Pacífico, 0,96% de Otros orígenes y 1,47% de dos o más razas. El 5,09% de la población es de origen hispano o Latino cualquiera sea su raza de origen.
De los 21 294 hogares, en el 21,10% de ellos viven menores de edad, 62,80% están formados por parejas casadas que viven juntas, 8,10% son llevados por una mujer sin esposo presente y 26,40% no son familias. El 21,60% de todos los hogares están formados por una sola persona y 12,00% de ellos incluyen a una persona de más de 65 años. El promedio de habitantes por hogar es de 2,32 y el tamaño promedio de las familias es de 2,67 personas.
El 17,90% de la población del condado tiene menos de 18 años, el 4,80% tiene entre 18 y 24 años, el 20,30% tiene entre 25 y 44 años, el 28,30% tiene entre 45 y 64 años y el 28,60% tiene más de 65 años de edad. La edad media es de 50 años. Por cada 100 mujeres hay 92,10 hombres y por cada 100 mujeres de más de 18 años hay 89,90 hombres.
La renta media de un hogar del condado es de $40 214, y la renta media de una familia es de $145 502. Los hombres ganan en promedio $31 184 contra $24 865 para las mujeres. La renta per cápita en el condado es de $21. 879. 8,70% de la población y 6,70% de las familias tienen rentas por debajo del nivel de pobreza. De la población total bajo el nivel de pobreza, el 15,70% son menores de 18 y el 4,40% son mayores de 65 años.

## Ciudades y pueblos
- Pueblo de Beverly Beach
- Ciudad de Bunnell
- Ciudad de Flagler Beach
- Pueblo de Marineland
- Ciudad de Palm Coast